# Bombyx (éditeur)
Pour les articles homonymes, voir Bombyx (homonymie).
Bombyx est un éditeur français de jeux de société fondé en 2011 par les frères Erwan et Loïg Hascoët, après la fermeture de leur précédente société, Hazgaard éditions.

Bombyx a son siège à Quimper (Finistère). Ils sont surtout connus pour les jeux Abyss, Lueur et Codex Naturalis.
En 2014, les frères Hascoët fondent en parallèle une autre société avec Frédéric Henry, Monolith.
Les jeux Bombyx sont distribués par Asmodee.

## Ligne éditoriale
Bombyx développe la majorité de ses jeux sous la collection "La p'tite Ludothèque", constituée de petits jeux de cartes à prix unique présentés dans des boites en métal carrées au couvercle embossé.

La plupart des jeux Bombyx sont des créations. Bombyx a fait néanmoins quelques adaptations de jeux étrangers.

Bombyx a une ligne éditoriale résolument familiale.

## Liste des jeux édités par Bombyx

### Les jeux édités en boites grand-format
- Takenoko, 2011, Antoine Bauza, As d'or Jeu de l'année  2012
- Gentlemen Cambrioleurs, 2013, Charles Chevallier, Catherine Dumas, Pascal Pelemans (qui n'est plus édité)
- Sultaniya, 2014, Charles Chevallier (qui n'est plus édité)
- Abyss, 2014, Bruno Cathala, Charles Chevallier, illustré par Xavier Collette
- Fourberies, 2016, Bruno Cathala, Christian Martinez (qui n'est plus édité)
- Décrocher la lune, 2017, Fabien Riffaud, Juan Rodriguez, illustré par Emmanuel Malin[3]
- Imaginarium, 2018, Bruno Cathala, Florian Sirieix, illustré par Felideus Bubastis[4]
- Lueur, 2021, Cédrick Chaboussit, illustré par Vincent Dutrait et Benjamin Basso[5]
- Nicodemus, 2021, Bruno Cathala, Florian Sirieix, illustré Felideus Bubastis[6]
- Petits Peuples, 2021,  Nathalie et Rémi Saunier, illustré par Maxime Morin (Nimro)[7]

### Collection "La p'tite Ludothèque"
La collection "la p'tite Ludothèque" était celle se composant de jeux familiaux facilement transportables et rangeables puisqu'elle était principalement caractérisée par le format de ses boites en métal plus petites qu'une boite de jeu standard. Aujourd'hui, les jeux comme Codex Naturalis et Conspiracy, même s'ils sont édités sous la même forme, ne font pas réellement partie de cette collection au niveau de leur ligne éditoriale. Cela rend actuellement caduque cette appellation au niveau des jeux encore édités par le studio.
- Série Cardline (qui n'est plus éditée)
  - Cardline Animaux, 2012, Frédéric Henry
  - Cardline Globetrotter, 2013, Frédéric Henry
  - Cardline Dinosaures, 2014, Frédéric Henry
  - Cardline Animaux 2, 2015, Frédéric Henry
- Série Les Bâtisseurs
  - Les Bâtisseurs - Moyen-Âge, 2013, Frédéric Henry, As d'or Jeu de l'année  Prix du Jury 2014
  - Les Bâtisseurs - Antiquité, 2015, Frédéric Henry
- Autres jeux
  - Wordz, 2011, Frédéric Henry, Guillaume Blossier (qui n'est plus édité)
  - Croc, 2012, Dave Chalker (qui n'est plus édité)
  - Noé, 2012, Bruno Cathala, Ludovic Maublanc
  - Continental Express, 2013, Charles Chevallier (qui n'est plus édité)
  - Souk, 2014, Gary Kim, illustré par Mathieu Leyssenne (qui n'est plus édité)
  - Minuscule, 2014, Juhwa Lee (qui n'est plus édité)
  - Manchots barjots, 2016, Bruno Cathala, Matthieu Lanvin (qui n'est plus édité)
  - Cap'taine Carcasse, 2016, Derek Paxton, Leo Li, Chris Bray
  - Kitty Paw, 2017, Aza Chen, illustré par Aza Chen (qui n'est plus édité)[8]
  - Conspiracy (Abyss Universe), 2019, Bruno Cathala, Charles Chevallier, illustré par Pascal Quidault[9]
  - Codex Naturalis, 2020, Thomas Dupont, illustré par Maxime Morin (Nimro)[10]

## Les jeux bombyx et leurs récompenses
| Jeux                       | Prix |
| -------------------------- | --- |
| Takenoko                   | As d'or, jeu de l'année (2012) Golden Geek (2012) Grand prix des z'illus (finist'aire de jeux) 2012 Spiele Hit für Familien (preis winner spiele akademie) 2012 Les trois lys 2012 Jokers 2012 Double 6 2012 |
| Abyss                      | Best Production Values (Board Game Quest Awards) 2014, Double 6 2014 Golden Geek 2014 Grand prix des z'illus (finist'aire de jeux) 2015 As d'or, jeu de l'année 2015 (nommé) Origins award 2015 (nommé)      |
| Lueur                      | Trophée Flip 2021 |
| Croc!                      | Origins Award 2012 As d'or 2012 |
| Décrocher la lune          | Cardboad republic 2018 American Tabletop Awards, 2019 Silver Flip, 2021 |
| Imaginarium                | Le prix des Boutiques Ludiques (catégorie illustrations), 2018 Grand prix des z'illus (finist'aire de jeux) 2019 Palme d'argent (prix d'illustrations) 2019,                                                 |
| Les Bâtisseurs – Moyen-âge | Trophée Flip 2014 As d'or, jeu de l'année (prix du jury) 2014 |

## Sources
- site internet BoardGameGeek : https://boardgamegeek.com/boardgamepublisher/19260/bombyx
- site internet Tric Trac : https://www.trictrac.net/repertoire/industry/bombyx